# انتای-پورت
انتای-پورت (به فرانسوی: Antheuil-Portes) یک کمون در فرانسه است که در canton of Ressons-sur-Matz واقع شده‌است. انتای-پورت ۱۰٫۷۳ کیلومتر مربع مساحت دارد ۸۷ متر بالاتر از سطح دریا واقع شده‌است.